# Gliquidone
Gliquidone è un farmaco antidiabetico, appartenente alla classe delle sulfaniluree. In Italia è venduto dalla società farmaceutica Laboratori Guidotti S.p.A. con il nome Glurenor nella forma farmacologica di compresse contenenti 30 mg di principio attivo.

## Farmacodinamica
Il meccanismo d'azione di gliquidone non è completamente noto. La molecola certamente agisce stimolando e favorendo la secrezione di insulina da parte delle cellule β del pancreas.
Analogamente ad altri composti della classe delle sulfaniluree questo effetto è il risultato di un incremento della fisiologica risposta delle cellule pancreatiche beta alle concentrazione ematiche di glucosio.
Gliquidone favorisce la chiusura dei canali del potassio (K+) ATP-dipendenti nelle cellule beta pancreatiche, con conseguente depolarizzazione della membrana ed attivazione dei canali L-type del calcio. 
L'aumentato afflusso di questo ione all'interno delle cellule pancreatiche stimola la secrezione di insulina.
Gliquidone sembra anche possedere un marcato effetto ipoglicemizzante di tipo extrapancreatico. Tale effetto è stato postulato anche per altre molecole della classe delle sulfaniluree.
La molecola, a seguito di trattamenti prolungati, sembra determinare un incremento del legame di insulina ai suoi recettori e sembra anche facilitarne l'internalizzazione.
Questa azione contribuirebbe all'effetto ipoglicemizzante, anche se il significato clinico di queste evidenze non è stato ancora adeguatamente stabilito.

## Farmacocinetica
Dopo somministrazione per via orale, gliquidone viene rapidamente ed ampiamente assorbito dal tratto gastrointestinale. La concentrazione plasmatica di picco (Cmax) viene raggiunta entro 60-90 min (Tmax) dalla somministrazione. Il legame della molecola con le proteine plasmatiche è estremamente elevato raggiungendo il 99 %.
L'emivita farmacologica è pari a 3-4 ore. Nell'organismo gliquidone tende ad accumularsi nel fegato, nella milza, in misura inferiore nel rene, mentre non appare in grado di oltrepassare la barriera ematoencefalica e neppure quella placentare.
La molecola subisce processi di idrossilazione e demetilazione, venendo trasformata in diversi metaboliti, totalmente privi di azione ipoglicemizzante.
I metaboliti inattivi sono eliminati avviene principalmente tramite la bile (95% circa) e per il restante 5% attraverso l'emuntorio renale.

## Usi clinici
Gliquidone viene utilizzato nel trattamento del diabete mellito di secondo tipo, non insulino dipendente, in quei soggetti in cui l'approccio dietetico ed alimentare associato all'esercizio fisico, non si sono  dimostrati sufficienti per il raggiungimento di un adeguato controllo della glicemia.

## Effetti collaterali ed indesiderati
L'effetto indesiderato più frequente e potenzialmente più pericoloso è rappresentato dall'ipoglicemia. Si tratta di un effetto comune in corso di terapia con altre sulfaniluree.
QL'ipoglicemia si manifesta in modo statisticamente più frequente nei soggetti anziani e debilitati, con alterazione della funzionalità renale e/o epatica, in caso di attività fisica pesante non consueta, ed in coloro che non si attengono alle indicazioni di tipo alimentare o assumono un quantitativo incontrollato di bevande alcooliche.
Nel corso del trattamento si possono verificare cefalea e disturbi gastro-enterici, come ad esempio nausea, dispepsia, senso di pienezza epigastrica, flatulenza. In alcuni soggetti è stata riportata la comparsa di orticaria e manifestazioni allergiche cutanee.

## Controindicazioni
Gliquidone è controindicato nei soggetti che presentano ipersensibilità nota al principio attivo, alle sulfaniluree in genere, oppure ad uno qualsiasi degli eccipienti utilizzati nella formulazione farmacologica. È inoltre controindicato in coloro che soffrono di diabete di tipo I (insulino-dipendente), nelle donne in stato di gravidanza ed in quelle che allattano al seno.

## Gravidanza e allattamento
Gliquidone è controindicato nelle donne in stato di gravidanza: in questa fase va privilegiato un trattamento con insulina.
La Food and Drug Administration ha inserito gliquidone in classe C per l'impiego in gravidanza. In questa classe sono inseriti farmaci i cui studi sugli animali hanno rilevato effetti dannosi sul feto, effetto teratogenico, letale o altro, e per i quali non sono disponibili studi controllati in donne oppure farmaci per i quali non sono disponibili studi né sull'uomo né sull'animale.